# Блу-Ридж (Техас)
Блу-Ридж (англ. Blue Ridge) — місто (англ. city) в США, в окрузі Коллін штату Техас. Населення — 1180 осіб (2020).

## Географія
Блу-Ридж розташований за координатами 33°17′54″ пн. ш. 96°23′52″ зх. д. / 33.29833° пн. ш. 96.39778° зх. д. (33.298304, -96.397715).  За даними Бюро перепису населення США в 2010 році місто мало площу 2,90 км², уся площа — суходіл.

## Демографія
Згідно з переписом 2010 року, у місті мешкали 822 особи в 284 домогосподарствах у складі 210 родин. Густота населення становила 283 особи/км².  Було 323 помешкання (111/км²).
Расовий склад населення:
| - 92,6 % — білих - 0,7 % — корінних американців - 0,4 % — чорних або афроамериканців - 0,1 % — азіатів - 2,8 % — осіб інших рас |

До двох чи більше рас належало 3,4 %. Частка іспаномовних становила 13,1 % від усіх жителів.
За віковим діапазоном населення розподілялося таким чином: 29,4 % — особи молодші 18 років, 61,7 % — особи у віці 18—64 років, 8,9 % — особи у віці 65 років та старші. Медіана віку мешканця становила 32,0 року. На 100 осіб жіночої статі у місті припадало 87,7 чоловіків;  на 100 жінок у віці від 18 років та старших — 82,4 чоловіків також старших 18 років.
Середній дохід на одне домашнє господарство  становив 63 287 доларів США (медіана — 45 368), а середній дохід на одну сім'ю — 69 906 доларів (медіана — 47 000). За межею бідності перебувало 13,8 % осіб, у тому числі 9,7 % дітей у віці до 18 років та 16,9 % осіб у віці 65 років та старших.
Цивільне працевлаштоване населення становило 408 осіб. Основні галузі зайнятості: виробництво — 15,7 %, будівництво — 15,2 %, фінанси, страхування та нерухомість — 15,0 %.